# Stansmaskin
Stansmaskin är en maskin som används för att göra hål i bland annat metall och plast med hjälp av en stans och en dyna. Stansmaskiner kan vara små och helt manuella eller automatiska med avancerad CNC-styrning.

## Beskrivning
Stansmaskiner drivs antingen hydrauliskt eller med svänghjul för att pressa igenom materialet.
På senare år har även servodriften kommit att dominera marknaden.
Chassietypen kan varierar och kan vara C- formad eller sluten bågform.
Presskrafter brukar vara 10-30 ton
Kan ha flera olika verktyg som växlas in i stanshuvudet(10-25st är vanligast), förvaras ibland i en "karusell" men finns även ibland längs x-axelns bom, och även i en extern karusell som dubblar antalet verktyg.
Den kan också ha indexerbara(vridbara 360graders) verktyg, där kan man också använda multiverktyg där en verktygsstation kan ha ca 8 olika verktyg i samma hållare och växlar mellan olika verktyg med att vrida sig.
De arbetsstycken som skall bearbetas kan oftast vara maximalt 1500x3000mm och ha en vikt på 100-300kg.

### Svänghjulmodeller
Enklare modeller har ingen koppling utan går bara ner och upp så länge svänghjulet snurrar, detta kräver att materialet flyttas efter varje slag/varv.
Men de flesta har en hydraulisk koppling, men tryckluftsdrivna kopplingar förekommer också, de maskiner som har koppling kan slå endast en gång om man vill och ger möjlighet till att enkelt kunna flytta materialet innan den slår igen.

### Hydraulikmodeller
Använder hydraulik med avancerade ventiler för att kunna både slå i snabb takt och att kunna precisionstrycka i långsam takt, för att på så sätt med speciella bockverktyg kunna bocka plåt med en frigång på runt 75mm uppåt, små kompletta lådor kan skapas direkt i maskinen, tex ett nätdelschassi till en dator.
Hydraulik är normalt snabbare i produktion än vad svänghjulet kan prestera.

### Servoelektriska
Driver slaghammaren med hjälp av servoelektriska motorer.
Fördelarna är många och nackdelar saknas i jämförelse med hydrauliska/svänghjulsdrivna modeller.
Driftkostnader, energiförbrukning och noggrannhet i positionering är helt överlägset övriga modeller.

### Dynor och dynspel
Vid stansning i hårda material, exempelvis metaller, är ett så kallat "dynspel" viktigt, där materialets tjocklek/hårdhet bestämmer dynspelet. Normalt har man ett dynspel på 20 procent av tjockleken, exempelvis vid stansning i 2 mm järn med en 10 mm stans ska en dyna med storlek 10,4 mm användas, skulle materialet vara 4 mm skulle dynspelet behöva vara 0,8 mm (10,8 mm dyna).

### X och Y axlar
Plåten ligger fastklämd med hjälp av klämdon på en bord, plåten kan flyttas manuellt eller med hjälp av servomotorer med stora skruvstänger, där X-led är längsgående axel och Y-led är den korta.

### CNC-styrning
I modernare maskiner programmerar man oftast i en vanlig pc, man börjar med att rita eller importera CAD-ritningar som sedan verktygssätts efter önskemål, programmet omvandlar sedan själv till CNC-kod även kallad G-kod som skickas till maskinen.
När man startar ett program förflyttas plåten så att stansen kommer till önskad plats med hjälp av X-Y servomotorerna, då börjar maskinen att slå ner stansen igenom materialet och går upp igen för att förflyttas till nästa position som har programmerats, när alla hål är gjorda avslutas oftast stansningen med att slitsstansa ut plåten, tänk dig att man vill ha en plåtbit med måtten 100x100mm med ett litet hål i varje hörn, för att "skära" ut 100x100mm så använder man sig oftast av en rektangulär stans, tex 30x5mm eller 70x5mm som stansar längsgående runt om den önskade biten. 